# Wieżowiec Pirelli
Wieżowiec Pirelli (wł. Grattacielo Pirelli) – modernistyczny wieżowiec w Mediolanie, we Włoszech, o wysokości 127,1 m. Budynek został oddany do użytku w 1960 i ma 32 kondygnacje.
Zespół projektantów stanowili: Gio Ponti, Giuseppe Valtolina, Pier Luigi Nervi, Antonio Fornaroli, Alberto Rosselli, Giuseppe Rinardi i Egidio Dell'Orto.

## Galeria

Pirelli Tower
2004
2005
2017